# Alexander Hood, 1:e viscount Bridport (amiral)
Alexander Hood , 1:e viscount Bridport, född 2 december 1727 och död 2 maj 1814, var en engelsk sjöofficer, bror till Samuel Hood, 1:e viscount Hood.
Bridport blev 1794 pär på grund av sina förtjänster under kampanjen i Engelska kanalen, och ledde 1798-1800 blockaden av Brest. Han drog sig 1800 tillbaka från aktiv tjänst.